# Ruschel
Ruschel ist ein alter Ausdruck der Bergmannssprache aus dem Oberharz und bezeichnet eine tektonische Zerrüttungszone („Ruschelzone“), in der die betroffenen Gesteine intensiv zerschert, gefältelt, zerrieben und zerquetscht sind. 
In der Regel bildet sich dieses Gefüge entlang von geologischen Störungen („Schergänge“) an Stelle der sonst üblichen scharfen Trennflächen. Im Bergbau sind Ruschelzonen hinderlich, da sie meist nicht erzhaltig sind und nur eine geringe Standfestigkeit aufweisen. Werden die Ruschelzonen aber von mineralisierenden hydrothermalen Lösungen durchflossen, so können sie, ähnlich wie Brekzien, die Imprägnation des Gesteins mit Erzen erleichtern und zu sogenannten „Stockwerk“-Vererzungen führen.
Nach Wimmenauer (1985) sind Ruscheln als petrographischer Begriff etwas enger definiert. Sie bezeichnen nur unverfestigte tektonische Zerrüttungsgesteine mit einem relativ hohen Anteil an mittelkörnigen (cm- bis mm-Bereich) Gesteinsfragmenten und einem geringen Anteil an Gesteinsmehl-Matrix. 